# Beijing Automotive Group
Beijing Automotive Group Co., Ltd. ( BAIC ) je kitajski državni proizvajalec avtomobilov s sedežem v mestu Shunyi v Pekingu . Ustanovljen leta 1958 [2] , je šesti največji proizvajalec avtomobilov na Kitajskem z 1,723 milijona prodaj leta 2021.
Podjetje proizvaja in prodaja vozila pod lastno blagovno znamko, kot so Arcfox , Beijing, BAW , Changhe , Foton Motor , Ruili Doda, pa tudi pod skupnimi podjetji tujih blagovnih znamk, kot sta Beijing-Benz in Beijing-Hyundai. Proizvaja tudi električna vozila pod nekaterimi od prej navedenih blagovnih znamk, vključno z namenskimi blagovnimi znamkami EV, kot je Arcfox. Njene glavne hčerinske družbe vključujejo proizvajalca osebnih avtomobilov BAIC Motor (44,98-odstotni delež); proizvajalec vojaških vozil in lahkih tovornjakov BAW; in proizvajalec tovornjakov, avtobusov in kmetijske opreme, Foton Motor. [3] Velik delež prodaje družbe BAIC predstavljajo kmetijska, gospodarska in vojaška vozila.

## Zgodovina
BAIC je bil prvotno ustanovljen leta 1958  kot Pekinška avtomobilska tovarna (BAW), ki je bila uspešna s proizvodnjo Dongfanghong BJ760 , vozila, ki temelji na sovjetskem GAZ-21 . 
BAIC je bil leta 2010 eden izmed desetih najproduktivnejših kitajskih proizvajalcev avtomobilov. To je lahko posledica hčerinske družbe Beijing Automobile Works in stalnega porasta priljubljenosti izdelkov Beijing Hyundai .  Dosegel je peto mesto s prodajo skoraj 1,5 milijona enot in pridobil več kot 8-odstotni tržni delež .  Proizvodnja 1,5 milijona celih vozil leta 2011 je BAIC tisto leto naredila petega največjega proizvajalca vozil na Kitajskem glede na proizvedene enote.  BAIC je ostal peti v letu 2012, ko je podjetje izdelalo 1,7 milijona celih vozil; 30 % proizvodnje je bilo komercialnih ali težkih izdelkov. 

### Saabov prenos tehnologije
Po več neuspešnih poskusih nakupa evropskih proizvajalcev avtomobilov v težavah v letu 2009, kot so Saab, Volvo in Opel ter tehnologije ameriškega Chryslerja , je BAIC istega leta izpolnil svoj cilj pridobivanja dragocene zahodne tehnologije z nakupom tehnologije od nekdanje enote General Motorsa. , Saab Automobile .  To mu omogoča proizvodnjo starejših modelov Saab (vendar jih ne označuje kot Saab [ potreben citat ] ) za prodajo na Kitajskem. 
Intelektualna lastnina , ki jo je kupil BAIC, vključuje pravice do treh celotnih platform vozil, tehnologij Saab 9-3 in Saab 9-5 , dveh tehnologij motorjev in dveh sistemov prenosa. 
Avtomobili s Saabovo tehnologijo naj bi šli v prodajo leta 2012  , vendar so bili predstavljeni šele maja 2013.  Prvi Saabov model v prodaji je C70 ali 绅宝 ( Shenbao ), kar lahko prevedemo kot »gosposki zaklad«. 

## Znamk
BAIC ima široko linijo izdelkov, ki vključuje več kot samo avtobuse, ki so njegova tradicionalna proizvodnja.  Ponudba obsega veliko vrst gospodarskih vozil, vključno s kmetijskimi stroji , gradbenimi stroji , lahkimi tovornjaki in vojaškimi vozili itd.  Od leta 2010 je proizvodna zmogljivost gospodarskih vozil ocenjena na okoli 700.000 enot na leto.  Podatki o proizvodni zmogljivosti lahko obravnavajo motorje in vozila kot ločene.
Podjetje prodaja potrošniške izdelke lastne blagovne znamke poleg vozil, razvitih v skupnem podjetju, pod blagovnima znamkama tujih proizvajalcev Hyundai Motor Company in skupine Mercedes-Benz . Izdelani so bili tudi vojaški in civilni lahki tovornjaki znamke BAIC . 

### Arcfox

#### Trenutni modeli
- Arcfox Alpha-S
- Arcfox Alpha-T